# Onze-Lieve-Vrouw-van-Lourdeskapel (Hunsel)
De Onze-Lieve-Vrouw-van-Lourdeskapel of Bruggerkapelletje is een kapel in Hunsel in de Nederlandse gemeente Leudal. De kapel staat aan de Kallestraat midden in het dorp. Op ongeveer 300 meter naar het zuidoosten staat de Piëtakapel.
De kapel is gewijd aan de heilige Maria, specifiek aan Onze-Lieve-Vrouw van Lourdes.

## Geschiedenis
In 1901 stond er hier een oude kapel die werd afgebroken op plaats te maken voor het verkeer. In 1902 werd er een nieuwe kapel gebouwd met bakstenen die over waren van de bouw van de brug. De naam Bruggerkapelletje verwijst naar naar de kapel die in 1901 werd afgebroken.

## Gebouw
De bakstenen kapel is opgetrokken op een rechthoekig plattegrond en wordt gedekt door een zadeldak met pannen. Op de vier hoek van de kapel zijn er overhoekse steunberen aangebracht. De frontgevel is een puntgevel met schouderstukken op verbrede aanzet en wordt getopt door een smeedijzeren kruis. In de frontgevel bevindt zich de rondboogvormige toegang van de kapel die wordt afgesloten met twee groen geschilderde rechthoekige deuren met wit geschilderde vensters en boven de deuren een timpaan.
Van binnen is de kapel wit gepleisterd. Tegen de achterwand is een rotsachtige Lourdesgrot geconstrueerd met daarin een spitsboogvormige nis. In de nis staat een beeld van Onze-Lieve-Vrouw van Lourdes die de heilige toont terwijl ze op een blauw met gouden sterren gedecoreerd hemelgewelf staat, een slang vertrapt (symbool voor het kwaad) en haar armen uitstrekt naar de bezoekers.